# پرتقال یاسمنی
پرتقال یاسمنی (نام علمی: Murraya paniculata) نام یک گونه از سرده مورایا است.